# 博埃姆河畔穆捷
博埃姆河畔穆捷（法語：Mouthiers-sur-Boëme，法語發音：[mutje syʁ bɔɛm]）是法国夏朗德省的一个市镇，位于该省中部偏南，属于昂古莱姆区。

## 地名
《世界地名翻译大辞典》与《世界地名译名词典》将其纯音译作“穆捷叙博埃姆”，虽然“sur”后接非河名的时候地名需纯音译，不过此处的“博埃姆”确实是一条河流的名称。

## 地理
博埃姆河畔穆捷（45°33'18"N, 0°7'24"E）面积34.71 平方千米，位于法国新阿基坦大区夏朗德省，该省份为法国西部内陆省份，北起德塞夫勒省和维埃纳省，东临上维埃纳省，东南至多尔多涅省，南至多爾多涅省，西接滨海夏朗德省。
与博埃姆河畔穆捷接壤的市镇（或旧市镇、城区）包括：克莱、拉库罗讷、富克布吕讷、普拉萨克-鲁菲亚克、鲁莱-圣埃斯泰夫、托尔萨克、沃伊和日热、武尔热扎克。
博埃姆河畔穆捷的时区为UTC+01:00、UTC+02:00（夏令时）。

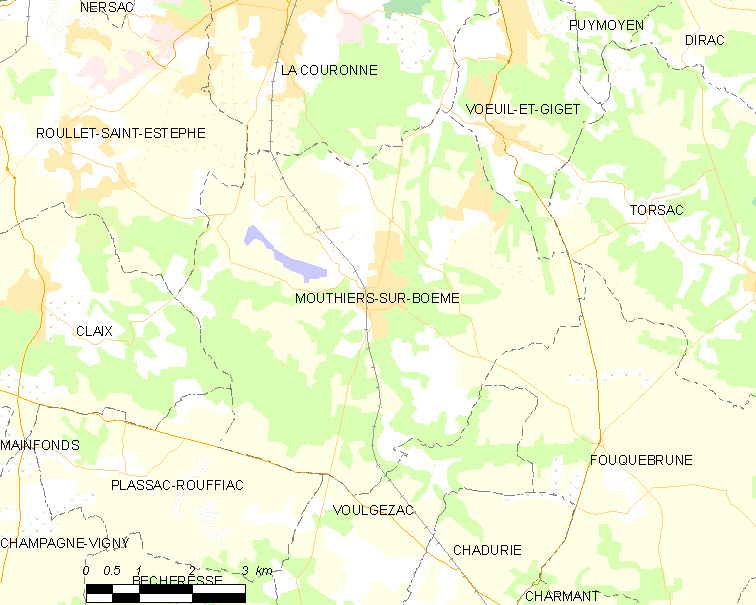
博埃姆河畔穆捷的OSM定位图

## 行政
博埃姆河畔穆捷的邮政编码为16440，INSEE市镇编码为16236。

## 政治
博埃姆河畔穆捷所属的省级选区为博埃姆-埃谢勒县。

## 人口

1962-2008年间博埃姆河畔穆捷人口变化图示

博埃姆河畔穆捷于2022年1月1日时的人口数量为2358人。